# Ponne

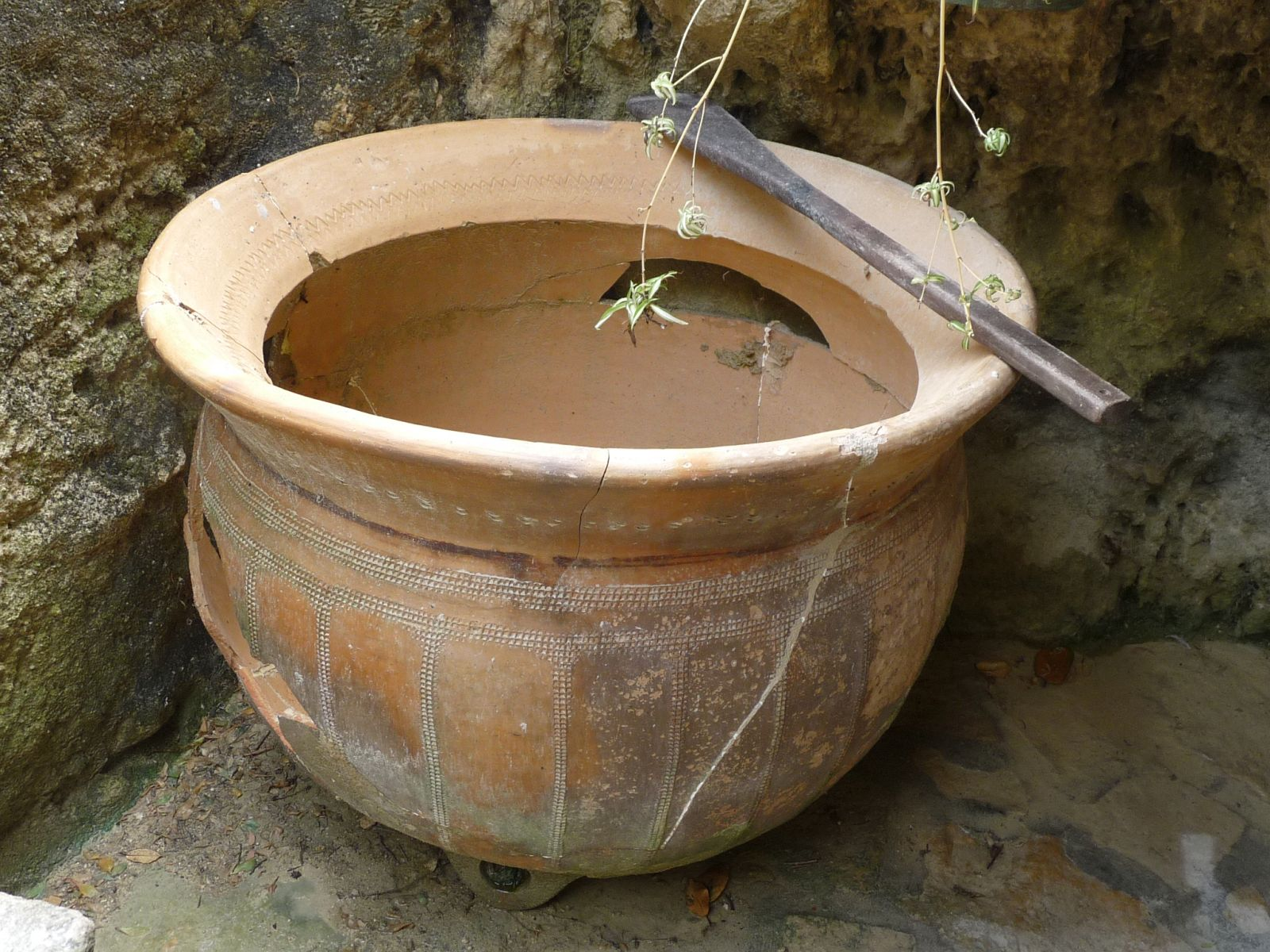
Ponne en terre cuite avec brassoir en bois (grottes de Matata, Charente-Maritime)

La ponne est une grande cuve utilisée en France jusqu'au XIXe siècle.

## Description
Elle est en terre cuite (plutôt en Charente, voir le village de Benest) ou en pierre (dans les Deux-Sèvres ou la Vienne) utilisée pour faire la lessive grâce à un mélange d'eau chaude et de cendres de bois, ou à saler des viandes.
Le procédé consiste généralement à verser l'eau chaude dans la ponne avant de s'évacuer à travers une sortie ou un robinet pour être collectée dans une cuve en zinc sous laquelle un feu est allumé. L'eau réchauffée est ensuite reversée sur le dessus de la ponne. C'est de là que viendrait l'expression "couler le linge". 
Les dimensions de cet objet sont variables, de 80 à 120 cm de diamètre pour les ponnes en terre cuite et de 110 à 170 cm de diamètre pour les ponnes en pierre calcaire.
Les ponnes en terre cuite étaient obtenues selon les méthodes de poterie habituelles : superposition de colombins d'argile pincés les uns sur les autres. La terre ainsi assemblée était lissée et travaillée en fonction du décor recherché. Les ponnes en pierre calcaire exigeaient des blocs monolithiques de grande taille, qui étaient évidés et dont la paroi extérieure était façonnée à l'aide d'un taillant.
Elles datent généralement du XIXe siècle et on en trouve encore de beaux exemplaires dans les Deux-Sèvres et alentours, plus rarement en Bretagne.
En Saintonge, on y sale aussi le lard. Dans le Berry et le Bordelais, il s'agit d'une cuve en bois pour faire la lessive. On y place le linge par assises régulières, ce
qui peut faire admettre l'étymologie ponere, placer.
Les ponnes (ou pannes) en pierre étaient aussi utilisées dans les vignes pour retenir l'eau.

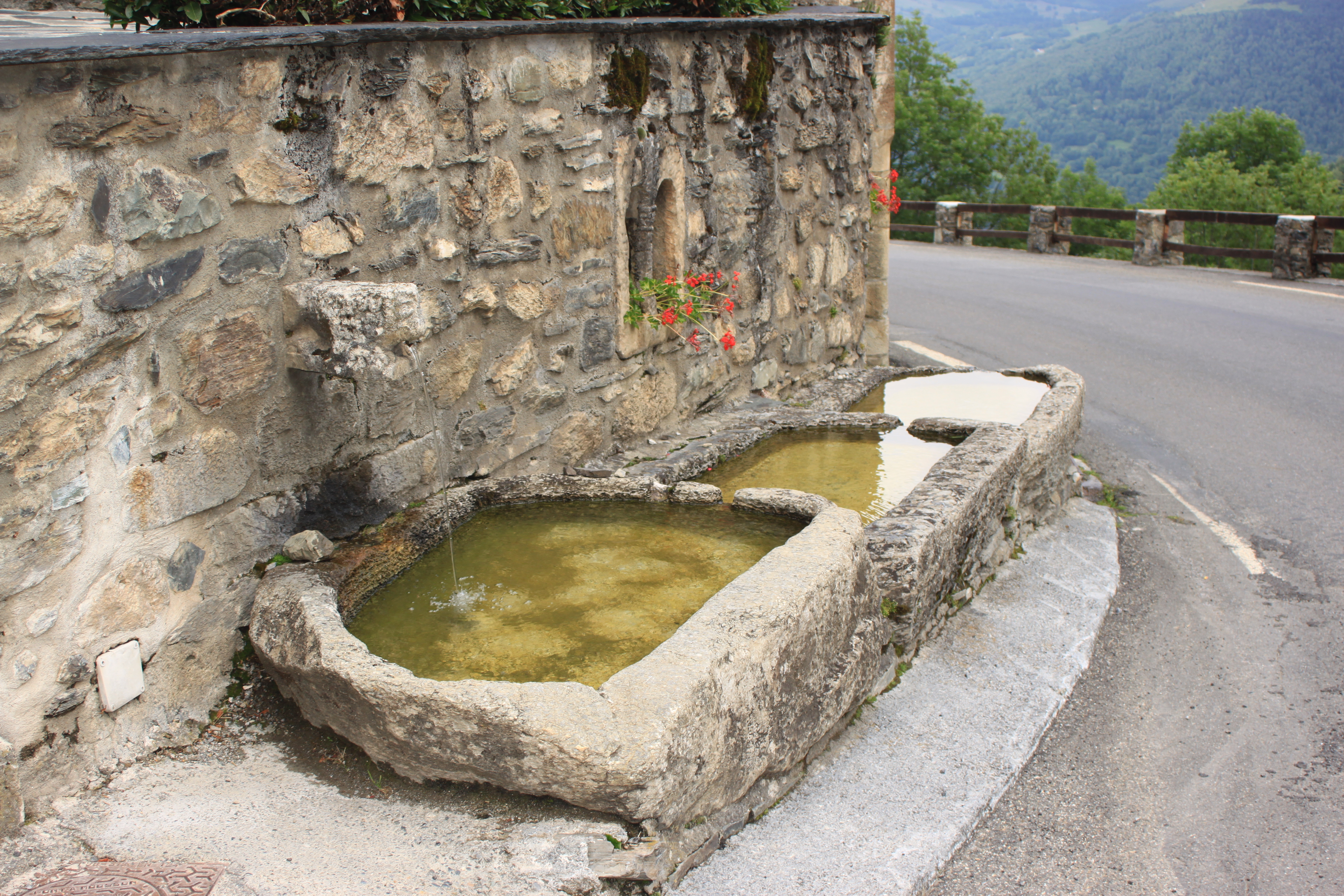
Timbres monolithiques d'une fontaine (Hautes-Pyrénées).

À ne pas confondre avec les timbres, abreuvoirs monolithiques collecteurs d'eau, le plus souvent parallélépipédiques, dont on peut voir quelques exemplaires dans les prés ou les vignes (Charente, Dordogne, Aude, Hautes-Pyrénées, etc.),.
Plusieurs tailles ont existé : la grande ponne (300 litres env.), le mâle (200 litres env.), le ponnon de ponne (150 litres env.), le ponnon de mâle (100 litres env.), le ponuchon (70 litres env.) et la poniche (50 litres env.)[réf. nécessaire].